# Oberölbühl
Oberölbühl ist ein Gemeindeteil der Gemeinde Brand im oberpfälzischen Landkreis Tirschenreuth. Der Ort liegt in der Gemarkung Brand.

## Geografie
Die Siedlung wurde bisweilen auch als Dorf bezeichnet. Sie liegt im Südwesten des Fichtelgebirges und grenzt an die oberfränkischen Gemeinden Mehlmeisel sowie Nagel an. Nordwestlich des Ortes entspringt der Fuhrbach, der ein linker Zufluss der Fichtelnaab ist. Oberölbühl ist ein Ortsteil der Gemeinde Brand und liegt einen Kilometer nördlich von deren Gemeindesitz.

## Geschichte
Die Bayerische Uraufnahme zeigt das Ortsgebiet der heutigen Siedlung noch als größtenteils unbebautes Terrain, auf dem sich nur einige wenige Gehöfte in Randlage befinden. Einer dieser Höfe trägt den Namen „Ober-Oehlbühl“, was dem später entstandenen Ortsteil den Namen gab. Seit dem Gemeindeedikt von 1818 gehört das Gebiet der heutigen Siedlung zur Gemeinde Brand.
| Jahr          | 001875 | 001885 | 001900 | 001925 | 001950 | 001961 | 001970 | 001987 |
| Einwohnerzahl | 52     | 39     | 35     | 54     | 72     | 157    | 138    | 254    |